# Văleni (Olt)
Văleni is een Roemeense gemeente in het district Olt.
Văleni telt 3258 inwoners.